# Fiannamail ua Dúnchada
Fiannamail ua Dúnchada roi des Scots de Dál Riata de 698 à 700/701.

## Origine
Petit-fils de Dúnchad mac Conaing et vraisemblablement fils de Conall Cael mac Dúnchad mort au Kintyre en 681. Il est donc issu d'une branche cadette du Cinél Gabráin qui reprend la lutte contre le Cenél Loairn après le meurtre en 697 d'Eochaid mac Domangairt, le descendant direct de Domnall Brecc.

## Règne
Il s'empare du trône après l'explusion d'Ainbcellach mac Ferchair qui est envoyé captif en Irlande. Les Annales d'Ulster nous informent qu'il est tué deux ans après en 701 sans doute par Selbach mac Ferchair, le frère d'Ainbcellach qui monte alors sur le trône
En 697, on relève son nom parmi les signataires de la « Lex Innocentium » instituée au synode de Birr par Saint Adomnan,

## Postérité
Sa famille implantée dans le Kintyre, continuera à jouer un rôle important pendant une quarantaine d'années. On relève un certain Becc Ua Dúnchada qui était peut-être son frère et qui sera tué en 707 et surtout son parent (fils, frère ou cousin ?) Dúnchad Becc roi de Kintyre qui vaincra Selbach mac Ferchair à la bataille navale Ard Nesbi le 6 septembre ou octobre 719 avant de mourir  en 721.
Indrechtach, le fils de Fiannamail qui n'est pas reconnu comme roi de Dalriada dans les Annales, sera vaincu à la bataille de Druin Cathmail avant d'être tué la même année avec son frère Conall et « beaucoup d'autres » à celle de Forboros par le roi Pictes Oengus Ier en 741,.

## Sources
- (en) James E. Fraser, From Caledonia to Pictland, Scotland to 795, Edinburgh, Edinburgh University Press, coll. « The New Edinburgh History of Scotland » (no 1), 2009, 436 p. (ISBN 978-0-7486-1232-1), p. 250-251,272,283,303
- (en) Alfred P. Smyth, Warlords and Holy Men Scotland ad 80~1000, Edinburgh, Edinburgh University Press, 1984, 279 p. (ISBN 0748601007).